# Purbalingga (Regierungsbezirk)

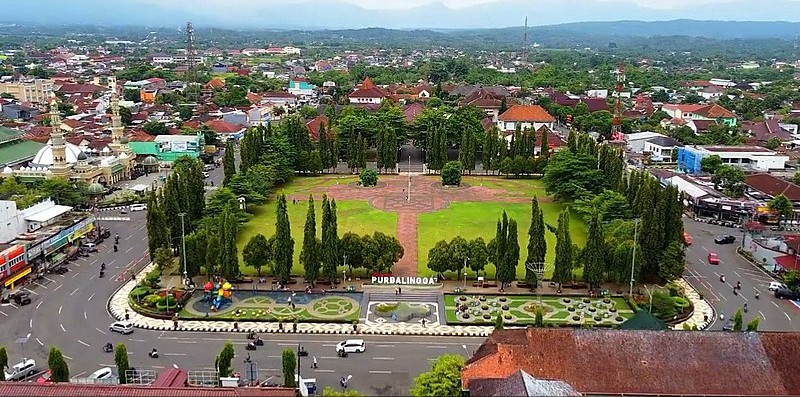
Luftansicht

Purbalingga ist ein indonesischer Regierungsbezirk (Kabupaten) in der Provinz Jawa Tengah, im Zentrum der Insel Java. Mitte 2020 lebten hier über eine Million Menschen. Hauptstadt und Regierungssitz des Verwaltungsdistrikts ist die Stadt Purbalingga. Sie liegt etwa 120 km Luftlinie von Semarang in südwestlicher Richtung.

## Geografie

### Lage
Der Kabupaten erstreckt sich zwischen 7°10′ und 7°29′ s. Br. sowie zwischen 101°11′ und 109°35′ ö. L. Er hat nur drei Regierungsbezirke als Nachbarn: Baynumas im Südwesten, Pemalang im Norden und Banjarnegara im Südosten.

## Verwaltungsgliederung
Der Regierungsbezirk wird administrativ in 18 Kecamatan (Distrikte) unterteilt. Eine weitere Unterteilung erfolgt in 239 Dörfer, von denen 15 Kelurahan (Dörfer urbanen Charakters) sind. Weiterhin existieren noch 1.558 Rukun Warga (RW, Weiler) und 5.092 Rukun Tetangga (RT, Nachbarschaften).
| Code 1   | Kecamatan Distrikt | Ibu Kota Verwaltungssitz | Fläche (km²) | Einwohner Census 2010 2 | Volkszählung 2020 | Volkszählung 2020 | Volkszählung 2020 | Anzahl der | Anzahl der |
| Code 1   | Kecamatan Distrikt | Ibu Kota Verwaltungssitz | Fläche (km²) | Einwohner Census 2010 2 | Einwohner 3       | 0Dichte 40        | Sex Ratio 5       | Desa 6     | Kel. 7     |
| -------- | ------------------ | ------------------------ | ------------ | ----------------------- | ----------------- | ----------------- | ----------------- | ---------- | ---------- |
| 33.03.01 | Kemangkon          | Panican                  | 45,13        | 52.260                  | 63.622            | 1.409,8           | 100,7             | 19         | –          |
| 33.03.02 | Bukateja           | Bukateja                 | 42,40        | 65.381                  | 78.114            | 1.842,3           | 101,0             | 14         | –          |
| 33.03.03 | Kejobong           | Kejobong                 | 39,99        | 42.237                  | 50.738            | 1.268,8           | 100,8             | 13         | –          |
| 33.03.04 | Kaligondang        | Kaligondang              | 50,54        | 55.343                  | 65.548            | 1.297,0           | 100,9             | 18         | –          |
| 33.03.05 | Purbalingga        | Penambongan              | 14,72        | 55.615                  | 57.580            | 3.911,7           | 98,6              | 2          | 11         |
| 33.03.06 | Kalimanah          | Selabaya                 | 22,51        | 49.345                  | 57.667            | 2.561,8           | 101,4             | 14         | 3          |
| 33.03.07 | Kutasari           | Kutasari                 | 52,90        | 54.278                  | 65.235            | 1.233,2           | 103,9             | 14         | –          |
| 33.03.08 | Mrebet             | Mangunegara              | 47,89        | 65.042                  | 77.869            | 1.626,0           | 103,3             | 19         | –          |
| 33.03.09 | Bobotsari          | Bobotsari                | 32,28        | 46.593                  | 53.319            | 1.651,8           | 102,0             | 16         | –          |
| 33.03.10 | Karangreja         | Karangreja               | 74,49        | 39.092                  | 46.640            | 626,1             | 103,6             | 7          | –          |
| 33.03.11 | Karanganyar        | Karanganyar              | 30,55        | 34.171                  | 40.091            | 1.312,3           | 105,2             | 13         | –          |
| 33.03.12 | Karangmoncol       | Pekiringan               | 60,27        | 49.790                  | 58.543            | 971,4             | 105,3             | 11         | –          |
| 33.03.13 | Rembang            | Bantarbarang             | 91,59        | 57.385                  | 67.917            | 741,5             | 104,2             | 12         | –          |
| 33.03.14 | Bojongsari         | Bojongsari               | 29,25        | 54.874                  | 63.095            | 2.157,1           | 103,9             | 13         | –          |
| 33.03.15 | Padamara           | Padamara                 | 17,27        | 38.698                  | 46.533            | 2.694,4           | 101,2             | 13         | 1          |
| 33.03.16 | Pengadegan         | Pengadegan               | 41,75        | 35.249                  | 41.046            | 983,1             | 100,2             | 9          | –          |
| 33.03.17 | Karangjambu        | Karangjambu              | 46,09        | 23.422                  | 28.078            | 609,2             | 106,7             | 6          | –          |
| 33.03.18 | Kertanegara        | Kertanegara              | 38,02        | 30.177                  | 36.926            | 971,2             | 104,1             | 11         | –          |
| 33.03    | Kab. Purbalingga00 | Purbalingga              | 777,64       | 848.952                 | 998.561           | 1.284,1           | 102,4             | 224        | 15         |

## Demographie
Zur Volkszählung im September 2020 lebten im Kabupaten Purbalingga 998.561 Menschen, davon 493.280  Frauen (49,40 %) und 505.281 Männer. Gegenüber dem letzten Census (2010) sank der Frauenanteil um 1,10 Prozent. 68,32 % (682.205) gehörten 2020 zur erwerbsfähigen Bevölkerung; 23,36 % waren Kinder (bis 14 Jahre) und 8,32 % im Rentenalter (ab 65 Jahren).
Mitte 2022 bekannten sich 99,28 Prozent der Einwohner zum Islam, Christen waren mit 0,71 % (5.011 ev.-luth. / 2.234 röm.-kath.) vertreten. Zur gleichen Zeit waren von der Gesamtbevölkerung 40,97 % ledig; 52,27 % verheiratet; 2,15 % geschieden und 4,61 % verwitwet.

### Bevölkerungsentwicklung
| SP/SUPAS            | 1971         | 1980         | 1990         | 1995         | 2000         | 2005         | 2010         | 2015         | 2020         |
| ------------------- | ------------ | ------------ | ------------ | ------------ | ------------ | ------------ | ------------ | ------------ | ------------ |
| Kab. Purbalingga000 | 586.111      | 666.145      | 732.278      | 749.050      | 788.675      | 810.108      | 848.952      | 897.551      | 998.561      |
| Anteil in %         | 2,68 %       | 2,63 %       | 2,57 %       | 2,40 %       | 2,66 %       | 2,50 %       | 2,32 %       | 2,66 %       | 2,72 %       |
| Jawa Tengah         | .21.877.081. | .25.372.889. | .28.521.692. | .31.223.258. | .29.653.266. | .32.382.657. | .36.516.035. | .33.753.023. | .36.742.501. |

| Rang unter den 29 Kabupaten der Provinz (06/2022) | Rang unter den 29 Kabupaten der Provinz (06/2022) |
| ------------------------------------------------- | ------------------------------------------------- |
| Fläche                                            | 00025                                             |
| Einwohnerzahl                                     | 00018                                             |
| Dichte                                            | 00007                                             |

- Bevölkerungsentwicklung des Kabupaten Purbalingga von 1971 bis 2020
- Ergebnisse der Volkszählungen Nr. 3 bis 8 – Sensus Penduduk (SP)
- Ergebnisse von drei intercensalen Bevölkerungsübersichten (1995, 2005, 2015) – Survei Penduduk Antar Sensus (SUPAS)[6]

## Geschichte
Der Begriff Purbalingga stammt von den Sanskrit-Wurzelwörtern hinduistischen Ursprungs, purba (Osten) und linga (eine abstrakte Darstellung der Hindu-Gottheit Shiva), und bedeutet somit Shiva des Ostens. Dies spiegelt den historischen Ursprung des Ortes wider, da die Srivijaya-Ära oder frühere Gründer des Ortes hier einen Hindu-Tempel für Shiva errichtet hatten, zu dessen Ehren der Ort von der Gründer-Herrscherdynastie benannt wurde. Purbalingga ist durchdrungen von der alten Geschichte der Hindu-Reiche der Srivijaya- und Majapahit-Ära, mit mehreren alten Hindu-Tempeln in und um den Regierungsbezirk.